# Elbenia manillensis
Elbenia manillensis är en insektsart som beskrevs av Kirby, W.F. 1906. Elbenia manillensis ingår i släktet Elbenia och familjen vårtbitare. Inga underarter finns listade i Catalogue of Life.